# Flufenazina
O cloridrato de Flufenazina é um medicamento antipsicótico.
Nomes comerciais: Permitil®, prolixim® e outros.

## Administração
Em comprimidos ou gotas, duas a três vezes por dia, com ou sem alimentos. Não misturar com cafeína (chá preto, refrigerante cola).

## Farmacodinâmica
Ele atua bloqueando principalmente os receptores dopaminérgicos D2 e D3, sendo deste modo um antipsicótico de alta potência. Pode ainda desencadear bloqueio dos receptores D1, D4, alfa1 e H1. 
Possui forte ação extrapiramidal e fraca antiemética, mas tem pouco efeito anticolinérgico, hipotensivo e sedativo.

## Efeitos colaterais
Alguns dos possíveis efeitos colaterais são:
- Reações extrapiramidais;
- Dor abdominal;
- Sono;
- Fraqueza e/ou cansaço;
- Nervosismo e/ou ansiedade;
- Insônia e/ou pesadelos;
- Boca seca e pele mais sensível à luz solar;
- Alterações no apetite e peso;
- Prisão de ventre;
- Dificuldade em urinar e/ou micção freqüente;
- Alterações no desejo e/ou capacidade sexual;
- Suor excessiva.

Os efeitos colaterais são potencializados pelo álcool. 